# Pidonia amentata
Pidonia amentata är en skalbaggsart. Pidonia amentata ingår i släktet Pidonia och familjen långhorningar.

## Underarter
Arten delas in i följande underarter:
- P. a. kurosawai
- P. a. amentata
- P. a. awashimana